# ألكسندر إم. شيندلر
ألكسندر إم. شيندلر (بالإنجليزية: Alexander Schindler)‏ هو حاخام أمريكي، ولد في 1925 في ميونخ في ألمانيا، وتوفي في 15 نوفمبر 2000.